# Komušina
Komušina är en ort i Kroatien.   Den ligger i länet Slavonien, i den östra delen av landet, 140 km öster om huvudstaden Zagreb. Komušina ligger 237 meter över havet och antalet invånare är 102.
Terrängen runt Komušina är kuperad söderut, men norrut är den platt. Runt Komušina är det ganska glesbefolkat, med 23 invånare per kvadratkilometer. Närmaste större samhälle är Požega, 2,4 km norr om Komušina. I omgivningarna runt Komušina växer i huvudsak lövfällande lövskog.